# Őszibarack

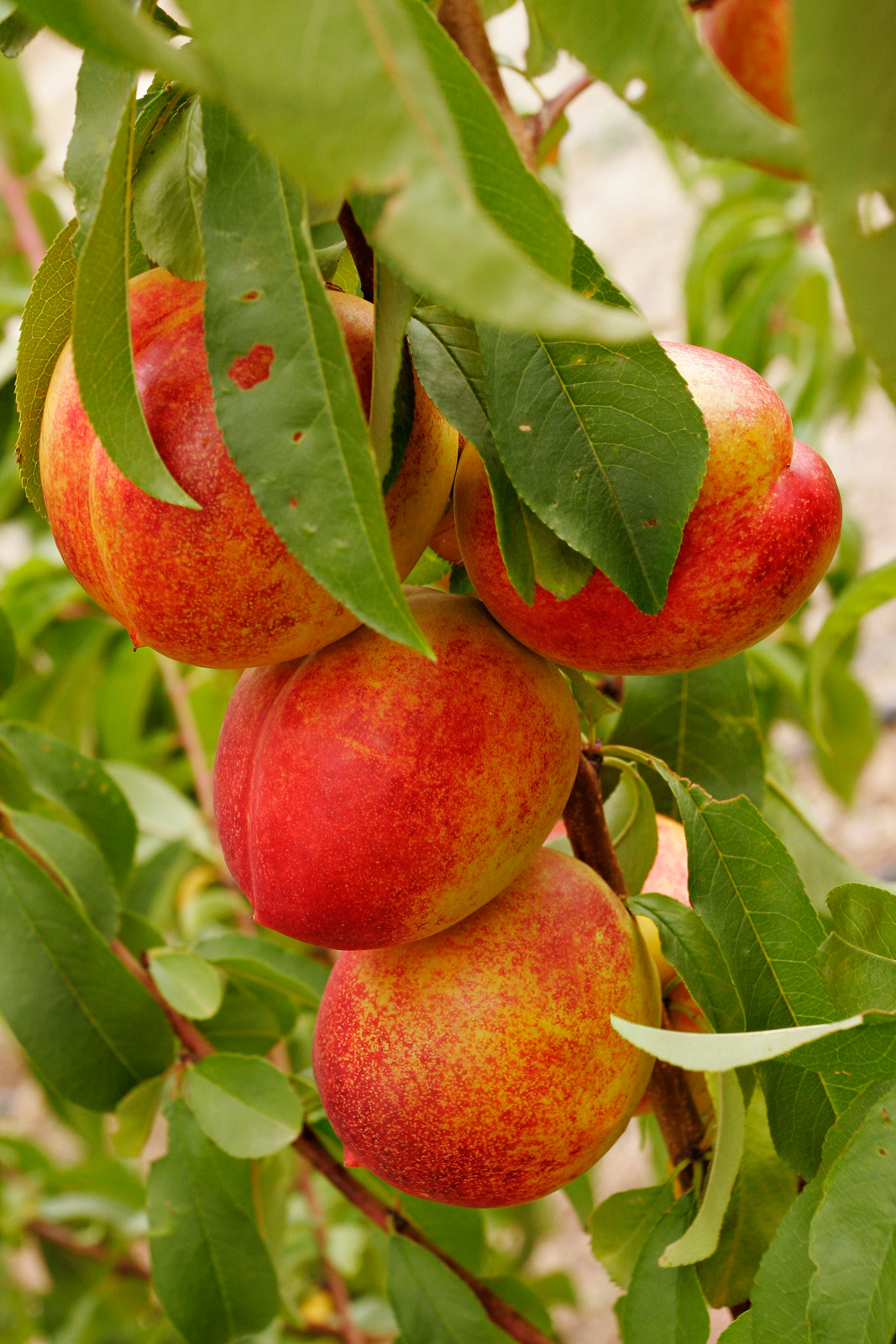
A gyümölcs

Az őszibarack vagy őszibarackfa (Prunus persica) a rózsafélék (Rosaceae) családjába és a Prunus nemzetségbe tartozó gyümölcsfa. Legközelebbi rokona a mandula, távolabbi rokonai a szilva és a kajszibarack.

## Elnevezése
A magyar nyelvben „őszibarack” néven említjük összes termesztett és magról kelt változatát, de a kényesebb, általában késői külföldi fajták „francia barack” néven is ismertek. Voltaképpen mindkét elnevezés helytelen, mert nem „őszi”, hiszen a fajtától függően nyár közepétől érik, és nem is „francia”, mert a jelenleg is termesztett fajták nagyon sok országból: Olaszországból, Oroszországból, Kínából, az USA tagállamaiból (Illinois, Texas) és Kanadából származnak.
Helyes elnevezése csak a barack lenne, ami azért okoz némi bonyodalmat, mert a kajszibarackot is értjük rajta. A sima héjú (nem molyhos) őszibarackot nektarin névvel különböztetjük meg, de nagyon sokan használják a "kopasz barack" elnevezést is.

## Története
Őshazájának régebben Perzsiát tartották, ami a latin növénytani elnevezésében (malum persicum) is kifejezésre jut. A kutatások ezt nem bizonyították, mivel a kínai irodalomban már i.e. több száz évvel, több helyen is említi, ezért feltételezhető, hogy innen származik. Európai elterjedésének forrása Itália, majd Franciaország, ahol a kedvező életkörülmények és tenyésztési feltételek miatt, nem csak termesztik, de fajtáinak szaporítása is fellendült. Oliver De Serres 1604-ben megjelent kertészetről szóló munkájában (Théâtre d’Agriculture), már 12 fajtát ír le.
Az őszibarack-termesztés fellendülésére jellemző, hogy a kereszténység terjesztésével párhuzamosan terjedt el Európa többi országában, mivel a legügyesebb termesztők a szerzetesek voltak. A kolostorok kertjeiben nagy gonddal nevelték, és valószínűleg szaporították is az őszibarackot. Franciaországban keletkeztek az első faiskolák is, 1628-ban már 27 fajtát, 1667-re pedig már 38 fajtáról tesznek említést. Innen terjedt el Belgiumba, Hollandiába, Németországba, de Angliába is.
A 20. század első felében, a budaörsi barack gyakorlatilag fogalommá vált nemcsak Magyarországon, hanem Európa jelentős részén is; Horvátországba, Ausztriába valamint több más országba exportálták. Termesztésének és exportálásának nagy buzdítója, aki a kereskedése élén állt a kettő világháború közti korszakban a budapesti Lenz József (1897–1965), kereskedelmi tanácsos, nagykereskedő, a "Gyümölcs-, Zöldség- és Élelmi- szerkereskedők Országos Egyesülete" elnöke, a "Gyümölcsexportőrök és Importőrök Egyesülete" elnöke, aki 1937-ben építtetett hűtőházat a budaörsi MÁV pályaudvaron, amelynek a homlokzatát „Barackos Madonna” tondó díszítette.

## Termesztése
Az őszibarack egész világon népszerű gyümölcs, és számos országban termesztik. 2021-ben az őszibarackot több mint 70 országban termesztették, és az éves termés mennyisége meghaladta a 25 millió tonnát.
A világ legnagyobb őszibarack termelői közé tartozik Kína, Spanyolország, Olaszország, Törökország és az Egyesült Államok. Ezek az országok a 2021-es termelésük alapján az első öt helyen álltak. 2021-ben Kína az éves világ őszibarack termésének a 62%-át adta.

## A nektarin mibenléte
A nektarint keresztezésnek, hibridnek tartják sokan (mandula, szilva), pedig ugyanaz a faj, mint az őszibarack, annak egy genetikus variánsa. A szőrösség tulajdonságát egy domináns allél hordozza, ennek teljes hiányában kopasz a barack. Már Darwin is foglalkozott a nektarin mibenlétének problémájával, és az ő nyomában számos más kutató is.
Az utóbbi években az Egyesült Államokban továbbnemesítették, és így lendült fel kereskedelmi forgalma.

## Tartalma
Gyümölcse, az őszibarack 7 g fehérjét, 90 g szénhidrátot, 6 g szerves sót és 10 g rostanyagot tartalmaz kilogrammonként. Nagy része, 85-90%-a víz. Ettől oltja úgy a szomjat. Lédússágának és a kedvező cukor-, valamint gyümölcssav-arányának köszönhetően a többi gyümölcshöz képest egyszerre jóval nagyobb mennyiség fogyasztható az őszibarackból.
Az őszibarack frissít, üdít, jó kedvre derít. Ezt részben niacin-tartalmának köszönheti; csökkenti a vérnyomást, jót tesz a szívnek és az érrendszernek. Viszonylag sok C-vitamin van benne. B-vitamin- és biotin-tartalmuknál fogva főként a sárga húsú fajták kiváló haj- és bőrszépítők. Sárga antioxidáns xantofill színanyagaik rákellenes hatásúak. A kevésbé leveses barack is hasznos, mert rengeteg rostjával és pektinjével az emésztést segíti, megakadályozza a székrekedést, ami idegen helyen, nyaraláskor segíthet. A pektin egyébként a koleszterinszintet is egészséges irányba tolja el.
Különösen a nyári forróságban, amikor a szívbetegekre nehéz napok várnak, napi 2-3 barack sokat segíthet. A benne lévő kálium és nátrium ugyanis 7:1 arányban van jelen, ami ideálisnak tekinthető a szívpanaszok enyhítésére.

## Alanyai

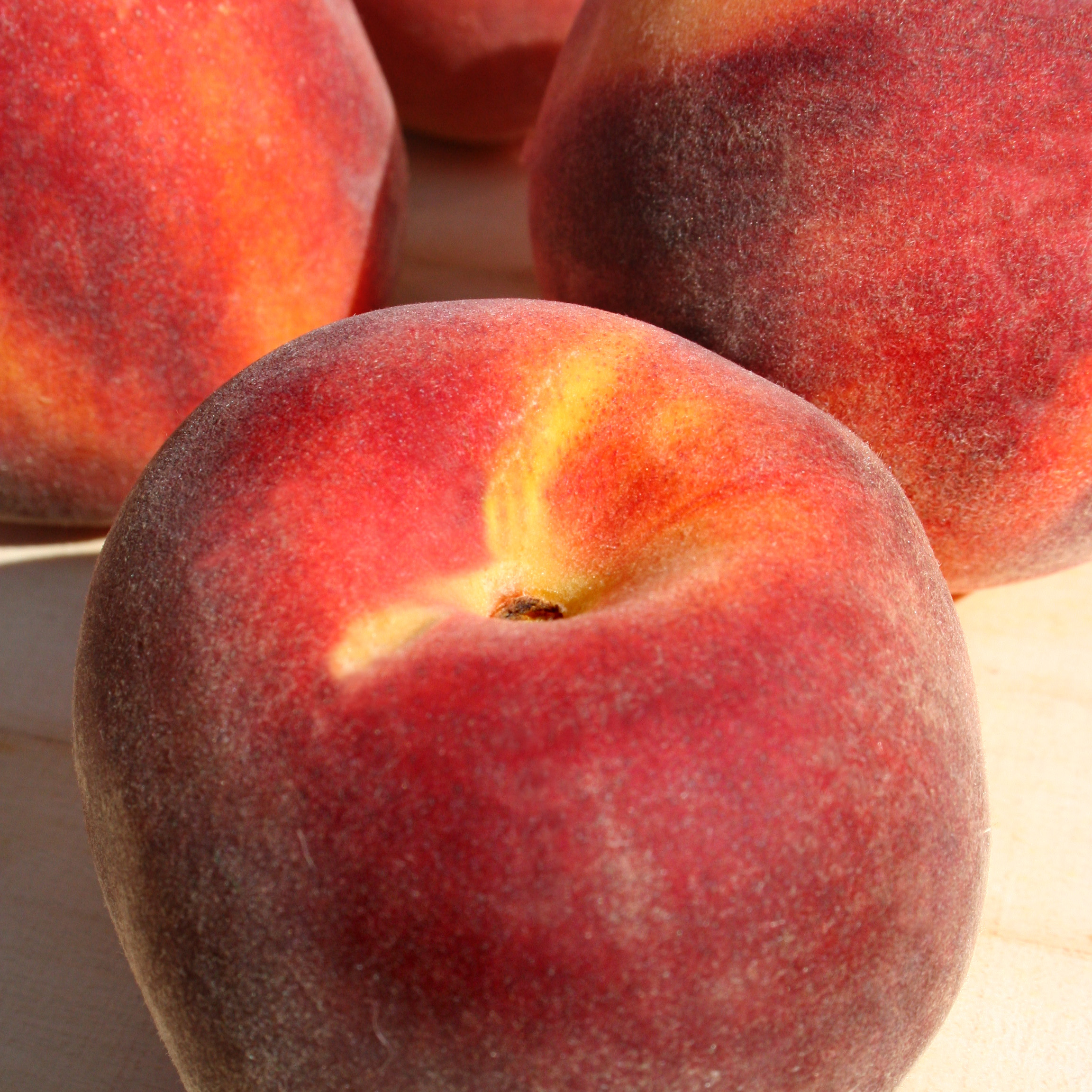
Érett őszibarack

Az őszibarack különböző talajokon való sikeres termesztését a különféle alanyok teszik lehetővé. Vannak szárazságtűrő, meszes és kevésbé meszes, vagy savanyú talajokra alkalmas fajták.
Ugyanaz a fajta más alanyon másként viselkedik a talaj kémhatásával szemben. Az alany erős hatással van a ráoltott szemre, befolyásolja annak növekedését, termőképességét, termőre fordulását, betegségekkel, fagyokkal szembeni ellenálló képességét.
A barack legtermészetesebb alanya a saját magonca, mely nem mészigényes, inkább semleges kémhatású, de a ráoltott nemes fajták a kissé savas talajokon is jól megélnek.
Elterjedt a keserűmandula, illetve ritkábban az édesmandula alanyra oltott őszibarack, amit a fagytűrő képessége miatt nagyon sok helyen alkalmaznak. 
A keserűmandula, illetve édesmandula alanyra oltott őszibarack a szárazabb, meleg, kötött, meszes  talajra telepítve hosszú életű, jó fejlődésű fát nevel. Savanyú, vagy homoktalajokra viszont nem alkalmas.
A tapasztalatok szerint a keserűmandula alanyra oltott őszibarackos 45%-os fagykárt szenvedett, míg a saját magcsemetéjére szemzett állományban csupán 20%-os volt a fagykár.
A szórványtelepítésekben az édes mandulára oltott fák nemes részeinek elhalása után, az alanyból előtörő mandulasarjak újból szemezhetők és kifogástalan termést adnak, ezt az eljárást, a népi termesztésben ma is alkalmazzák.
Myrabolan szilva alanyként nem jó eredményt ad, rossz a forradása, fagyérzékeny, rövid életű fát nevelhetünk csak belőle.
A besztercei szilva sekélyen gyökeresedik, ezért kötött agyagos talajokon kísérletezhetünk vele. Bár sok típusa van, főként a korai őszibarack fajták alanyának tekintjük. Házikertekben öntözéssel nagy gyümölcsöket terem, melyek szépen színezettek, piacosak.
Szt. Julien szilva alanyként főleg Franciaországban, Németországban és Ausztriában használt alanya az őszibaracknak. A nehezebb, nyirkosabb televényes, áteresztő talajokon nálunk is alkalmas lehet alanyként, bár később virágzik gyengébb növekedésű fát eredményez.
Barackmandula: az őszibarack és mandula fajkeveréke, magcsemetéin nagyon jól megerednek a szemzések, az oltványok gyorsabb és erőteljesebben fejlődnek, mint a mandulán. Jó a fagyállósága, erőteljes és egyenletesen bő termést adnak. Nálunk a budai és szekszárdi termelők részesítik előnyben, de Amerikában, Ausztráliában, Francia-, és Olaszországban, valamint Dél-Afrikában is jó eredménnyel használják.

## Éghajlati igénye
Az őszibarack az enyhébb éghajlatot kedveli, mérsékelt és elég hosszú ideig tartó téli hideggel. Általában csak a legjobb szőlővidékeken lehet gazdaságosan termelni. 
Hazánkban, egyes vidékeket kivéve mindenütt megterem. Az őszibarack termeléshez a nyári hónapokban (július-augusztus) 20-24 °C középhőmérsékletre van szükség. A budai hegyekben, a Balaton-felvidéken, vagy a Mecsek déli oldalában a napfénytől jól besugárzott területeken, még a késői fajták is beérnek. Fontos, hogy a téli nyugalmi időben huzamosabb ideig 7 °C alatti hőmérsékletre van szüksége, de rövidebb ideig a −16 – −20 °C sem ártalmas.
Ezzel szembe a virágzás, gyümölcskötődés, és a gyümölcsfejlődés idején már a −4 °C is jelentős károkat tud okozni. Az erős napsütésnek kitett domboldalakon a túl nagy nyári meleg, vagy a nagyobb hőingadozások is nagy károkat okozhatnak. A lejtős telekre telepített őszibarackosokban biztosítani kell a hideg levegő elfolyását, ezért az esetleges kőrakásokat, díszfalakat, sövényeket, cserjesorokat el kell távolítani. Figyelemmel kell lenni arra is, hogy a kert mélyebb területei, ahonnan nincs elfolyás, állandó fagyzugot képeznek.

## Talajigénye
Nagyon elterjedt nézet, hogy az őszibarack a száraz, szegényebb talajt kedveli. Ez nem így van, mert az őszibarack a legkülönb féle talajokon is sikeresen termeszthető, de a talaj minőségétől függ a fa terméshozama, és minősége is. Fontos tudni, hogy az őszibarackot nem szabad olyan helyre ültetni, ahol csonthéjas gyümölcs volt korábban. A talajuntság miatt még a leggondosabb kezelés mellett is rosszul fejlődik. Ilyen esetben legalább 4 évig pihentessük a talajt, trágyázás, mélyszántást követően más veteményekkel ültessük be, majd a négy év lejárta után, az ismételt trágyázást követően telepíthetünk őszibarackot.
A termés mennyiségét és minőségét illetően az őszibarack a legkevésbé szárazságtűrő, de kevesebb vízzel is beéri, és öntözés nélkül is termeszthetők a mandula alanyra oltott fák.

## Fajtái
Nagyon sok fajtája van, itt csak néhány ismertebb fajta bemutatására vállalkozunk:
Cardinal
Hasonlít a Dixiredhez. Nagy gyümölcse gömbölyű, háromnegyed részben pirosra színezett. Húsa sárga, kemény, de omlós jóízű, félig magvaváló.
Champion (Sampion) Öntermékenyülő.
Gyümölcse nagy, sárgás-fehér színű, húsa kemény, bőlevű, édes-savas kiváló ízű.
Cresthaven (Krestháven)
Szeptemberben érő, sárgahúsú fajta. Gyümölcse sárga alapszínű a napos oldalán pirossal bemosott. Magvaváló.
Dixired
A tavaszi fagyokkal szemben ellenálló, de a levélfodrosodásra hajlamos. Gyümölcse nagy, sárga, kemény húsú, félig maghoz kötött. Jól bírja a szállítást, piaci célra érdemes termeszteni.
Golden Early (golden örli)
Közepes nagyságú gyümölcse jó ízű, sárga húsú, félig magvaváló. Az USA-ból származik.
Jerseyland (e:györzilend)
Erőteljes növekedésű, gyorsan termőre fordul. Gyümölcse nagy, gömbölyű, már az érése előtt egy héttel beszíneződik, de nem potyogós, jól megmarad a fán. Nagyon jó ízű és a szállítást is jól bírja, ezért a piacokon is mindig megtalálható.
Jubilant
Az USA-ból származik. Erőteljes növekedésű, jól termő fajta. Gyümölcse eléggé nagy, sárgahúsú, kemény.
Maybelle
Olasz eredetű, nagyon erőteljes növekedésű, termékeny, korai fajta. Gyümölcse közepes nagyságú, gömbölyű, szépen színezett. Húsa fehér és a koraisága ellenére jóízű.
Morettini
Olasz eredetű, nagyon erőteljes növekedésű, termékeny fajta. Gyümölcse közepes nagyságú, gömbölyű, szépen színezett. Húsa fehér, eléggé kemény, de jóízű. Szállítást jól bírja.
Redhaven Öntermékenyülő.
Gyorsan termőre fordul, erőteljes növekedésű, nagyon bőven termő, gyümölcse sárgahúsú piros fedőszínnel, bőlevű, fűszeres zamatú, nagyon édes. Hidegtűrése jó, de hajlamos a levélfodrosodásra. Jól szállítható, magvaváló.
Sunbeam (Napsugár) Öntermékenyűlő.
Augusztus második felében érő. Termése nagy, gömbölyű, héja sárga színű, élénkpirossal bemosódott. A gyümölcs húsa sárga színű, kellemes zamatú. Magvaváló.

### Nektarin, vagy kopasz barack
Andosa (nektarin) Öntermékeny.
Fája erős növekedésű, bőtermő. Virágrügyeit a vessző felső harmadában hozza, gyümölcse sőtétpiros a teljes felületén, magvaváló, nagyon ízletes.
Balkonella (nektarin) Öntermékenyűlő.
A különlegességeket kedvelők, aprótermetű fája, amely nagyobb cserépben, vagy balkonládában is termeszthető. Termése, fénylő pirosas, augusztusban érő.
Flavortop (nektarin) Öntermékenyülő.
Augusztus közepén érő, bőtermő, piacos fajta. Gyümölcse nagy és élénkpiros színű, kellemes zamatú. Magvaváló.
Red june (nektarin) Öntermékenyülő.
Korai fajta, már június közepén érik, gyümölcse középnagy, fényes piros színű, magvaváló, bőlevű, édes-savas ízű.

## Betegségek és kártevők

Egy komposztálódó őszibarack. Minden fázis között nagyjából 12 óra szünet van. A kép összesen 6 napot foglal össze

### Gyökéren
Cserebogár: kártevésétől a fiatal fák elpusztulnak, az idősebb fákon először csak az egyes koronarészek hervadása, majd pusztulása figyelhető meg. A gyökérzet feltárásakor cserebogár pajorok találhatók a károkozás helyén, ahol megrágott és/vagy kiodvasított gyökérzet látható.
Mezei pocok: esetenként eltérő lehet a kártétel felfedezése, mert a gyökértörzs föld feletti részén látható körberágás utalhat rá, más esetben, csak a gyökerek feltárása után válik láthatóvá a kártétele.

### Törzsön, ágakon és hajtásokon
Mezei nyúl: ha a kérgen rágásnyomok láthatók, vagy teljesen körberágottak. Általában, csak a fiatal fákat károsítja.
Ágelhalás: ha a fákon a gallyak, ágvégek, vagy az egész vesszők elszáradása tapasztalható.
Pajzstetű
Kéregmoly: a vázágakon kéregpusztulás figyelhető meg, a fa védekezése következtében mézga képződik, elhagyott bábtokokat is láthatunk.
Szarvas: a fiatal ágak végeit rágja meg.

### Rügyön és hajtáson
téli araszoló
sodrómoly
barackmoly
Keleti gyümölcsmoly
őszibarack lisztharmat
őszibarack-iszalag-levéltetű
fekete őszibarack-levéltetű
hamvas őszibarack-levéltetű
zöld őszibarack-levéltetű
csonthéjasok szövődarazsa

### Bimbón és virágokon
bíborszínű eszelény
sodrómolyok

### Levélen
akác-pajzstetű
csonthéjasok levélatkája
levélbarkók
lombrágó hernyók
téli araszolók
őszibarack tafrinás levélfodrosodás
takácsatkák

### Termésen
barackmoly
bíborszínű eszelény
csonthéjasok ventúriás varasodása
csonthéjasok moníliás betegsége
himlővírus
keleti gyümölcsmoly
őszibarack lisztharmat